# Петрово (городской округ Истра)
Петрово — деревня в Костровском сельском поселении Истринского района Московской области. Население — 8 чел. (2016), зарегистрировано 1 садовое товарищество. С Истрой деревня связана автобусным сообщением (автобус № 34). К деревне приписана церковь Николая Чудотворца 1875 года постройки (на месте деревянной 1620-х годов).
Находится примерно в 12 км на юго-запад от Истры, на левом берегу реки Малой Истры, высота над уровнем моря 210 м. Ближайшие населённые пункты: Юркино, Татищево, Мансурово и Корсаково — на расстоянии 1—1,5 км.

## Население
| 1859 | 1886 | 1890 | 1899 | 1926 | 2002 | 2006 |
| ---- | ---- | ---- | ---- | ---- | ---- | ---- |
| 261  | ↗267 | ↗274 | ↗296 | ↘239 | ↘10  | ↘9   |
| 2010 | 2016 |      |      |      |      |      |
| ↘4   | ↗8   |      |      |      |      |      |